# Mademoiselle de Maupin (actrice)
Pour les articles homonymes, voir Mademoiselle de Maupin.
Mademoiselle de Maupin, née Julie d'Aubigny en 1670 ou 1673 et morte en Provence en 1707, est une actrice, cantatrice et duelliste française.
Sa vie tumultueuse a donné lieu à quantité de légendes et a inspiré plusieurs biographies romancées.

## Biographie

### Jeunesse
Mademoiselle de Maupin, née Julie d'Aubigny (ou Émilie), est la fille unique de Gaston d'Aubigny, secrétaire de Louis de Lorraine-Guise, comte d'Armagnac. Elle naît en 1670 ou probablement en 1673,,. Son éducation masculine et féminine lui permit entre autres d'apprendre l'escrime.

### Débuts, fuite et retour
Elle débute à l'Opéra de Paris en 1690, dans le rôle de Pallas du Cadmus et Hermione de Lully.
À la suite d'un différend avec un lieutenant de police de Paris, Mlle de Maupin doit fuir la capitale. Arrivée à Marseille avec son amant Séranne, le couple gagne sa vie dans des démonstrations d'escrime : un homme contre une femme habillée en homme.
Selon un récit publié par la Revue musicale de Fétis, afin de mieux gagner sa vie, le couple se fait engager à l'Opéra municipal de Marseille, ouvert en 1685 par le compositeur Pierre Gaultier. Elle y tombe amoureuse d'une jeune fille que les parents finissent par placer dans un couvent à Avignon pour protéger son honneur. Mlle de Maupin s'y présente alors comme novice et délivre son amoureuse : elle subtilise le corps d'une nonne décédée, avant de mettre le feu à la chambre de son amante. Après trois mois de voyage, elle retourne à Paris seule.
Là, sa voix grave lui permet d'entamer une brillante carrière à l'Opéra. Ses nombreux duels, se terminant souvent dans le sang, défrayent la chronique, ce qui l'oblige à quitter Paris pour se faire oublier. Elle aurait séjourné à Bruxelles du printemps 1692 au début de l’année suivante et aurait été entretenue par l'électeur Maximilien-Emmanuel de Bavière.
Elle chante à Bruxelles à l'Opéra du Quai au Foin de novembre 1697 à juillet 1698. Elle y paraît notamment dans Amadis, Armide et Thésée, opéras de Lully et Quinault.

### Consécration
Elle revient ensuite à Paris et remplace à l'Opéra Marie Le Rochois, admise à la retraite. Dès la fin de l'année 1698 et jusqu'en 1705, Mlle de Maupin chante soit dans les reprises des tragédies lyriques de Lully, soit dans les nouveaux opéras de Collasse, Destouches et Campra. Ce dernier écrit pour elle le rôle de Clorinde dans Tancrède (1702), qui est traditionnellement regardé comme la première partie de bas-dessus (contralto) solo dans l'histoire de l'opéra français, même si en effet elle ne descend jamais au-dessous du ré3 et qu'elle est écrite en clef d’ut 1re. Mademoiselle de Maupin paraît pour la dernière fois dans La Vénitienne de Michel de La Barre (1705).

### Fin de vie
Mademoiselle de Maupin quitte l'opéra pour se retirer dans un couvent où elle décédera en 1707, à 35 ans.

## Dans la culture

### Cinéma
- Mademoiselle de Maupin, réalisé par Mauro Bolognini en 1966, avec Catherine Spaak et Robert Hossein.
- Julie, chevalier de Maupin, téléfilm réalisé par Charlotte Brandtström en 2004, avec Sarah Biasini, Pietro Sermonti et Pierre Arditi.

### Romans et bandes dessinées
- Théophile Gautier, Mademoiselle de Maupin, éditions Renduel, 1835-1836, 2 vol. in-8°.
- Anne-France Dautheville, Julie, chevalier de Maupin, J.-C. Lattès, 1995.
- Jean-Laurent Del Socorro, Une pour toutes, L'Ecole des Loisirs, 2022,  (ISBN 9782211317566).
- Dominique Monféry, Une pour toutes, Rue de Sèvres, 2024  (ISBN 9782810207015) (bande dessinée, adaptation du roman de Jean-Laurent Del Soccorro)